# Shota Suzuki
Shota Suzuki (født 3. juli 1984) er en tidligere japansk fodboldspiller.
Han har spillet for flere forskellige klubber i sin karriere, herunder Omiya Ardija og Shonan Bellmare.